# Abd Allah asz-Szimali
Abd Allah asz-Szimali, Abdullah Al Shemali, arab. عبد الله الشمالي (ur. 18 stycznia 1988 w Kuwejcie) – kuwejcki piłkarz występujący na pozycji pomocnika. Obecnie jest zawodnikiem Al-Arabi Mansouriah.